# Springfield Central
Springfield Central är en del av en befolkad plats i Australien. Den ligger i kommunen Ipswich och delstaten Queensland, omkring 27 kilometer sydväst om delstatshuvudstaden Brisbane. Antalet invånare är 105.
Runt Springfield Central är det ganska glesbefolkat, med 27 invånare per kvadratkilometer.. Närmaste större samhälle är Ipswich, omkring 15 kilometer nordväst om Springfield Central.
I omgivningarna runt Springfield Central växer huvudsakligen savannskog. Genomsnittlig årsnederbörd är 1 252 millimeter. Den regnigaste månaden är januari, med i genomsnitt 248 mm nederbörd, och den torraste är oktober, med 34 mm nederbörd.